# Sławków
Pour l’article homonyme, voir Sławków (Łódź).
Sławków est une ville de Pologne, située au voïvodie de Silésie.
La première mention historique de la ville date de 1220. En 1870, elle perd son statut de ville. En 1958, Sławków retrouve son statut de ville.

## Économie
L’Euroterminal de Sławków est situé à la fois sur la voie ferroviaire à écartement large (1 520 mm) (point le plus à l'ouest du réesau de l'Est) et sur à écartement standard (1 435 mm) de la voie ferrée européenne. Il s'agit ainsi d'un point permettant le transbordement de conteneurs entre des pays d’Asie comme la Chine et l’Europe occidentale, notamment en traversant l’Ukraine, à la manière des liaisons de transport Europe-Asie.
La ville connaît un  projet estimé à un milliard d’euros d’extension de l’Euroterminal.